# Katakwi
Katakwi is de hoofdplaats van het district Katakwi in het oosten van Oeganda.
Katakwi telde in 2002 bij de volkstelling 7295 inwoners.